# 计算机文献检索
计算机文献检索经常称为机检，是文献检索的一种方式。是通过计算机来模拟人的手工检索过程，由计算机来处理检索者的检索提问，将检索者输入检索系统的检索提问(即检索标识)按检索者预先制定的检索策略与系统文档（机读数据库）中的存贮标识进行类比、匹配运算,通过“人机对话”而检索出所需要的文献。
目前计算机检索包括光盘数据库、网络数据库检索和互联网信息检索。

## 计算机检索的历史
计算机文献检索的发展历程大致可以概括为批量处理、联机检索与网络系统三个阶段。

### 批量处理
1954年，美国海军武器实验站图书馆在一台电子管计算机上建立了世界上第一个计算机检索系统。1950年代末，IBM公司利用一台IBM650计算机成功地编制出关键词索引，并建立了世界上第一个定题情报检索（SDI，Selective Dissemination of information）系统，为用户定期检索和提供一定主题的新到文献，并很快得到了推广应用。

### 联机检索
1960—80年代，数据通讯网络出现，大容量计算机分时系统和强功能检索软件研制成功，使脱机检索发展到联机检索并迅速得到了推广。1970-80年代，联机检索得到迅速发展，一些联机检索系统开始向公众提供商业性服务，如DIALOG、ESA、ORBIT、BRS等许多世界著名的联机检索系统相继投入商业性运营。

### 网络系统
1990年代，随着互联网的迅速发展及超文本技术的出现，基于客户/服务器的检索软件的开发，使客户/服务器网络检索模式开始取代以往的终端/主机结构，成为联机检索的发展趋势，使联机检索进入一个崭新的时期。

## 计算机文献检索的发展趋势
目前，信息检索技术正向两个方向发展：
- 传统信息检索向全文文本、多媒体、多载体、跨平台等新型信息检索的发展，在深度上提高管理和组织信息的能力，如探索自动抽词、自动索引、自动检索、自动文摘、自动分类、Web检索智能代理、数据挖掘、自动翻译等；
- 信息资源的网络化存储和分布式存储，在广度上提高管理和组织信息的能力。